# Arròs fregit
L'arròs fregit és un plat d'arròs cuit que s'ha saltejat en un wok o en una paella i que normalment es barreja amb altres ingredients com ou, verdures, marisc o carn. Sovint es menja sol o com a acompanyament d'un altre plat. L'arròs fregit és un component popular de les cuines de l'Àsia oriental, el sud-est asiàtic i certes cuines asiàtiques del sud, a més d'un plat nacional bàsic d'Indonèsia i Malàisia. Com a plat casolà, l'arròs fregit s'elabora normalment amb ingredients que queden d'altres plats, cosa que provoca innombrables variacions. L'arròs fregit es va desenvolupar per primera vegada durant la dinastia Sui (589-618) a la Xina i, per tant, tots els arrossos fregits poden rastrejar els seus orígens a l'arròs fregit xinès.